# Pulse (discoteca)
Pulse fue una discoteca gay inaugurada en 2004 por Barbara Poma y Ron Legler. El 12 de junio de 2016 el club fue el escenario de un ataque cuyo autor fue Omar Mir Seddique Mateen, matando a 49 personas e hiriendo a otras 68, incluyendo un policía. El incidente se considera "el segundo tiroteo más mortífero perpetrado por un solo pistolero en la historia de los Estados Unidos" y el segundo ataque terrorista más letal en territorio estadounidense después del ataque terrorista del 11 de septiembre de 2001. Se clausuró definitivamente en 2016 y se anunció la creación de un sitio conmemorativo para las víctimas y un museo.

## Características

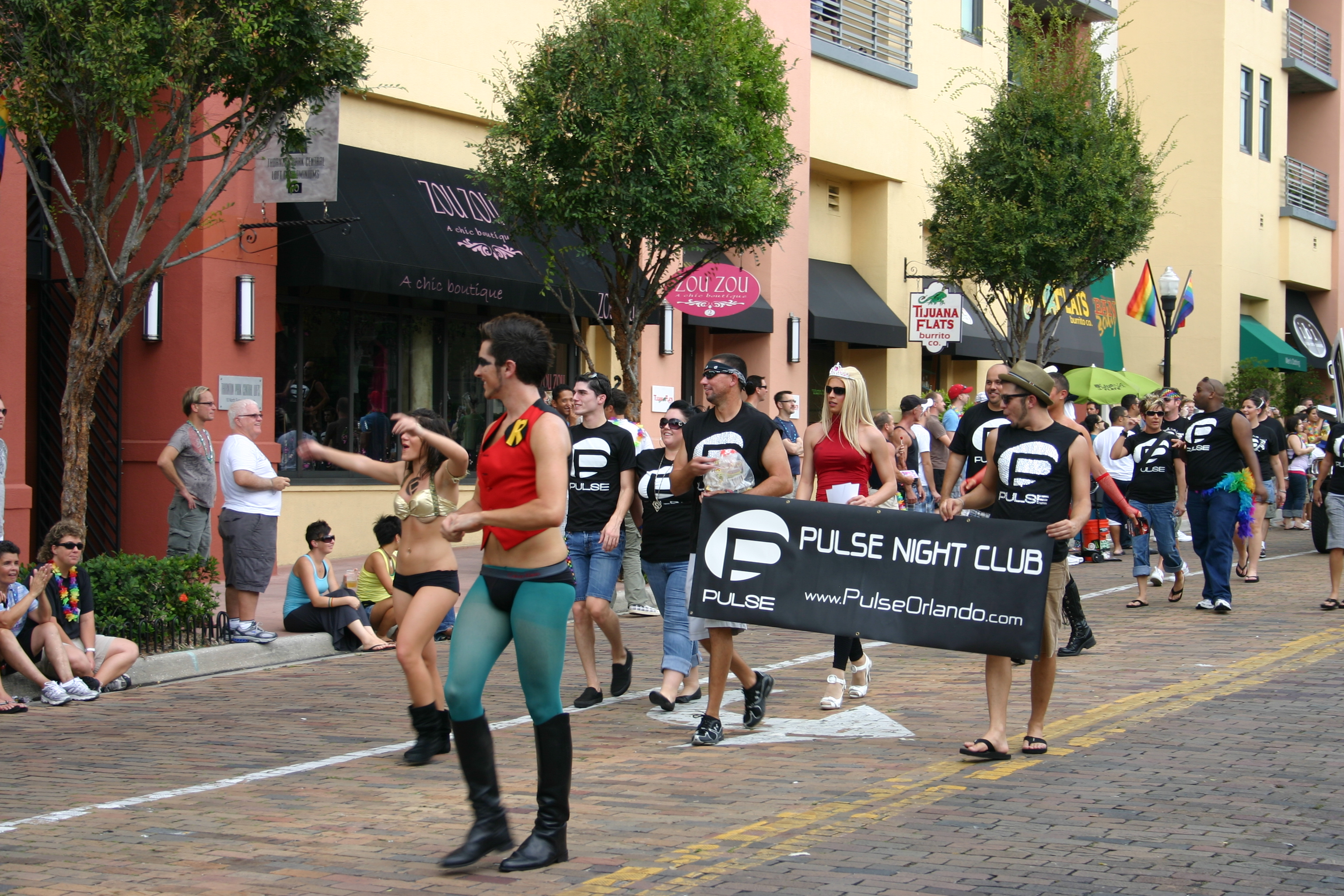
Representación de Pulse en Come Out with Pride, Orlando 2009

Pulse organizaba actuaciones temáticas cada noche también ofrecía un programa mensual con eventos, charlas y talleres educativos orientados a la comunidad LGBT según Orlando Weekly. Pulse contaba con "tres salas deslumbrantes y palpitantes de club boys, twinks en el corazón de Orlando cada noche había algo diferente en la discoteca, pero se sabe que Pulse presentó algunos shows de drag bastante impresionantes con bailarines muy hermosos".
A causa de las tres áreas Lonely Planet Discover Florida "tres clubs de noche" mientras su volumen de Florida lo enfocó ser "ultra moderno". Los visitantes pueden visitar la discoteca todos los días a partir de las 7:30 am. a las 12.00 horas.

## Historia
En 1985, antes de la fundación de Pulse, la propiedad ubicada en la avenida 1912 South Orange Avenue el hogar de un restaurante de pizza llamado Lorenzo's. En 1999, se llamaba Dante's, un bar con música en vivo. Dante's fue cerrado en enero de 2003.
Fundado por Barbara Poma y Ron Legler pulse se inauguró el 2 de julio de 2004. El hermano de Poma, John, murió en 1991 a causa de sida, y el club desde entonces lleva el nombre de John por su pulso para vivir, según un miembro del personal de marketing en febrero de 2016. El lugar tendría un enfoque hacia el talento local. Poma se aseguró de que la memoria de su hermano fuera prominente. Legler era presidente de la Florida Theatrical Association en el momento de la fundación y fundó dos clubes nocturnos más en Lake Eola Park en 2010, y se el otro en Baltimore en 2011. The Washington Post describió sus primeros 12 años como "un centro comunitario para la prevención del VIH, "La conciencia del cáncer de mama y los derechos de los inmigrantes", e informaron que se había asociado con grupos educativos y de defensa, como Come Out with Pride, Equality Florida y Zebra.
En noviembre de 2016, la ciudad de Orlando acordó comprar el club nocturno por $ 2.25 millones de dólares. El alcalde Buddy Dyer expresó sus planes de convertir el club nocturno en un memorial para honrar la memoria de las víctimas.
Barbara Poma se negó a vender el club nocturno a la ciudad en diciembre de 2016. En lugar de eso anunció en mayo de 2017 la creación de la fundación One Pulse para financiar de manera independiente un sitio conmemorativo y un museo programado para abrir en 2020.